# Charles Langlois
Pour les articles homonymes, voir Langlois et Charles Langlois (homonymie).
Charles A. Langlois (né le 22 mars 1938) est un administrateur et homme politique fédéral du Québec.

## Biographie
Né à Sainte-Marthe (municipalité de Christie, aujourd'hui La Martre) dans la région de la Gaspésie–Îles-de-la-Madeleine, il devint député du Parti progressiste-conservateur du Canada dans la circonscription fédérale de Manicouagan en 1988. Il fut défait en 1993 par le bloquiste Bernard Saint-Laurent
Durant son passage à la Chambre des communes, il fut secrétaire parlementaire du ministre de l'Industrie, des Sciences et de la Technologie de 1991 à 1993, du ministre de la Défense nationale et du Solliciteur général du Canada en 1993.